# أحمد عمر عبد الرحمن
أحمد عمر عبد الرحمن هو نجل الشيخ عمر عبد الرحمن، يُوصف بأنه كان من المقربين من أسامة بن لادن في الأيام التي تلت أحداث 11 سبتمبر في عام 2001.
تحت كنية أبو عاصم، كان أحمد يقود مجموعة مصرية مرتبطة بتنظيم القاعدة منذ عام 1998.
وفي أوائل نوفمبر 2001 أعلنت حكومة طالبان منحه الجنسية الأفغانية، وكذلك منحت الجنسية لأسامة بن لادن، وأيمن الظواهري، وسيف العدل ومحمد عاطف.